# جامعة حجة تبة
جامعة حجة تبة (بالتركية: Hacettepe Üniversitesi)‏ هي إحدى الجامعات الحكومية الكبرى في أنقرة، تركيا. وتمتلك الجامعة حرمين، الأول يقع في البلدة القديمة من مدينة أنقرة ويستضيف المركز الطبي، والثاني هو حرم بيتيبي، الذي يبعد 13 كيلومترا من وسط المدينة. يغطي الحرم الجامعي بيتيبي 6,000,000 متر مربع من الأراضي الخضراء والغابات، وتضم كليات العلوم الاقتصادية والإدارية والتربية والهندسة والفنون الجميلة والآداب، والعلوم. بالإضافة إلى هذان الحرمين، تقع كلية العمل الاجتماعي في كيجيورين (Keçiören)، ويقع معهد الدولة التركية في أنقرة، التابع للجامعة اعتبارا من عام 1982، في حرم بيسيولير.

## الاختراعات
نجحت كلية الطب في جامعة حجة تبة في اختراع جهاز تلقيح ضد الرشح للذين يخافون من الإبر حيث يبلغ طرف الإبرة 1.6 ملم فقط. كما أن مظهر الجهاز أيضًا غير مخيف مثل تلك الإبر القديمة التي كانت بطول 16 – 20 سم ويتم زرق اللقاح تحت الجلد رأسا بدون أي ألم.